# Rhizoctonia oryzae-sativae
Rhizoctonia oryzae-sativae é uma espécie de fungo pertencente à família Ceratobasidiaceae.